# Assassin’s Creed
Assassin’s Creed (kurz AC; deutsch etwa „Credo des Assassinen“) ist eine Computerspielserie des französischen Publishers Ubisoft aus dem Genre Action-Adventure. Sie besteht seit 2007 mit der Veröffentlichung des gleichnamigen Spiels und umfasst 13 Hauptspiele und zahlreiche Ableger. Zuletzt erschien im März 2025 Assassin’s Creed Shadows. Die meisten Teile der Serie wurden vom kanadischen Studio Ubisoft Montreal entwickelt.

## Spielprinzip
Die Spieleserie startet mit dem Barkeeper Desmond Miles, der in der im Jahr 2012 angesiedelten Rahmenhandlung von Assassin’s Creed von Abstergo Industries, einer modernen Templer-Organisation, entführt wird. Er wird einem Verfahren unterworfen, bei dem er mittels eines Computers (Animus) die genetischen Erinnerungen seiner Vorfahren durchlaufen muss. Bei seinen Ahnen handelt es sich um diverse Assassinen, deren Abenteuer der Spieler in den verschiedenen Teilen erlebt. Meist muss er hierbei Verschwörungen des Templerordens verhindern und selbigen bekämpfen. Während in den ersten Spielen der Reihe deutlich wird, dass es sich bei dem Charakter in den Gegenwartssequenzen der Handlung um Desmond Miles handelt, ist dies ab Assassin’s Creed IV: Black Flag nicht mehr klar, da die Präsentation der Gegenwartsgeschichte ab diesem Teil in der Egoperspektive oder in Zwischensequenzen erfolgt und keine Hinweise auf die wahre Identität der Spielfigur liefert. Ab dem zehnten Teil der Reihe, Assassin’s Creed: Origins steuerte der Spieler in der Gegenwart wieder einen „echten“ Charakter, die ehemalige Abstergo-Mitarbeiterin Layla Hassan, die nach den Ereignissen aus dem Kinofilm auf eigene Faust Artefakte der Vorgängerzivilisation sucht.
Alle Teile der Reihe sind Open-World-Spiele. Der Großteil der Handlung jedes der Spiele findet in der Vergangenheit in einer bestimmten Region und Epoche statt, wobei auf reale historische Ereignisse eingegangen wird. So trifft der Spieler im Laufe der Missionen auf zahlreiche bekannte Persönlichkeiten der jeweiligen Zeit wie Richard Löwenherz, Saladin (in Assassin’s Creed), Leonardo da Vinci, Lorenzo il Magnifico, Alexander VI. (in Assassin’s Creed II), George Washington, Benjamin Franklin, Thomas Jefferson (in Assassin’s Creed III), Blackbeard, Stede Bonnet (in Assassin’s Creed IV: Black Flag), Maximilien de Robespierre, Napoleon Bonaparte (in Assassin’s Creed Unity), Alexander Graham Bell, Karl Marx, Charles Darwin, Charles Dickens, Queen Victoria (in Assassin’s Creed Syndicate), Kleopatra VII., Gaius Iulius Caesar, Ptolemaios XIII. (in Assassin’s Creed Origins) und viele weitere. Auch andere Ereignisse der Zeit werden integriert, so lösen der Spieler und weitere Charaktere unabhängig voneinander unbeabsichtigt die Erdbeben in Haiti (1751) und das Erdbeben von Lissabon 1755 aus. Der Handlungsstrang, der sich durch die Serie zieht, ist der seit Jahrhunderten andauernde Konflikt zwischen Assassinen und Templern, wobei der Spieler zumeist einen Assassinen verkörpert. Die Darstellung des Protagonisten erfolgt in den Vergangenheitssequenzen aus der Third-Person-Perspektive. Das Gameplay der Reihe ist äußerst vielseitig und zeichnet sich durch die große Bewegungsfreiheit in der fiktiven Welt aus, in welcher der Spieler neben Hauptaufträgen zur Erfüllung bestimmter Missionen auch Nebenaufträge annehmen kann.

## Spieleübersicht
Seit der Veröffentlichung des Stammspiels Assassin’s Creed im Jahr 2007 hat sich eine umfangreiche Spieleserie mit zahlreichen Hauptspielen und Ablegern entwickelt, die alle der grundlegenden Prämisse des Kampfes der Assassinen gegen die Templer folgen.
Teile, die der Hauptreihe angehören, sind kursiv markiert.
| Jahr | Zeit            | Titel                                 | Handlungsort(e)                                                                            |                                                                   | Bemerkungen |
| ---- | --------------- | ------------------------------------- | ------------------------------------------------------------------------------------------ | ----------------------------------------------------------------- | --- |
| 2007 | 1191 n. Chr.    | Assassin’s Creed                      | Heiliges Land                                                                              | Zeit des Dritten Kreuzzugs                                        | Stammspiel der Serie |
| 2008 |                 | Assassin’s Creed: Altaïr’s Chronicles | Heiliges Land                                                                              | Zeit des Dritten Kreuzzugs                                        | Ableger von Assassin’s Creed |
| 2009 |                 | Assassin’s Creed: Bloodlines          | Heiliges Land                                                                              | Zeit des Dritten Kreuzzugs                                        | Verbindet die Handlungen der ersten beiden Teile |
| 2009 | 1474–1499       | Assassin’s Creed II                   | Florenz und Norditalien                                                                    | Renaissance                                                       | Auftakt der Ezio-Trilogie |
| 2009 |                 | Assassin’s Creed II: Discovery        | Venedig und Spanien                                                                        | Renaissance                                                       | Ableger von Assassin’s Creed II |
| 2010 | 1499–1507       | Assassin’s Creed: Brotherhood         | Rom                                                                                        | Renaissance                                                       | Zweiter Teil der Ezio-Trilogie |
| 2011 | 1511–1512       | Assassin’s Creed: Revelations         | Festung Akkon/Palästina sowie Konstantinopel/Istanbul und Kappadokien im Osmanischen Reich | Renaissance                                                       | Abschluss der Ezio-Trilogie |
| 2012 | 1754–1783       | Assassin’s Creed III                  | Dreizehn Kolonien                                                                          | Zeit der Amerikanischen Revolution und des Unabhängigkeitskrieges | Erster Teil der Kenway-Saga mit Handlung in der Neuen Welt |
| 2012 | 1759–1777       | Assassin’s Creed III: Liberation      | New Orleans/Bayous, Louisiana + Staat New York Chichén Itzá, Mexiko                        | Zeit des Siebenjährigen Krieges in Nordamerika                    | Ableger von Assassin’s Creed III; erstmals weibliche Hauptfigur |
| 2013 | 1715–1722       | Assassin’s Creed IV: Black Flag       | Karibik                                                                                    | Goldenes Zeitalter der Piraterie im 18. Jahrhundert               | Prequel zu Assassin’s Creed III |
| 2013 | 1737            | Assassin's Creed Freedom Cry          | Karibik                                                                                    | Goldenes Zeitalter der Piraterie im 18. Jahrhundert               | DLC zu Assassin's Creed IV: Black Flag, es geht um Adéwale |
| 2013 |                 | Assassin’s Creed Pirates              | Karibik                                                                                    | Goldenes Zeitalter der Piraterie im 18. Jahrhundert               | Spin-off zu Assassin’s Creed IV: Black Flag erlebt durch den Piratenkapitän Alonzo Batilla.                                                                                           |
| 2014 | 1752–1761       | Assassin’s Creed Rogue                | Nordamerika                                                                                | Zeit des Siebenjährigen Krieges in Nordamerika                    | Der letzte Teil der Kenway-Saga verbindet die Handlung aus AC IV mit AC III. Als Templer macht der Spieler Jagd auf Assassinen.                                                       |
| 2014 | 1789–1799       | Assassin’s Creed Unity                | Paris                                                                                      | Französische Revolution                                           | Erstmals neues Parkour-, Kampf- und Schleichgameplay. |
| 2015 |                 | Assassin’s Creed Chronicles: China    | Kaiserreich China                                                                          | Ming-Dynastie                                                     | Erster Teil der Assassin’s-Creed-Chronicles-Trilogie |
| 2015 | 1868            | Assassin’s Creed Syndicate            | London                                                                                     | Viktorianisches Zeitalter                                         | Erstmals zwei spielbare Hauptcharaktere |
| 2016 |                 | Assassin’s Creed Chronicles: India    | Amritsar                                                                                   | Zeit vor dem Ersten Sikh-Krieg                                    | Zweiter Teil der Assassin’s Creed Chronicles-Trilogie |
| 2016 |                 | Assassin’s Creed Chronicles: Russia   | Sowjetrussland                                                                             | Oktoberrevolution                                                 | Dritter Teil der Assassin’s-Creed-Chronicles-Trilogie |
| 2016 |                 | Assassin’s Creed Identity             | Italien                                                                                    | Italienische Renaissance                                          | Nur auf IOS und Android. Charakter kann frei erstellt werden |
| 2017 | 49–43 v. Chr.   | Assassin’s Creed Origins              | Altes Ägypten                                                                              | Griechisch-römische Zeit                                          | Erstmals spielt die Handlung in der Antike |
| 2018 | 431–422 v. Chr. | Assassin’s Creed Odyssey              | Antikes Griechenland                                                                       | Zeit des Peloponnesischen Krieges                                 | Die Wahl des Hauptcharakters und diverse Entscheidungen beeinflussen die Handlung |
| 2018 |                 | Assassin’s Creed Rebellion            | Spanien                                                                                    |                                                                   | Nur mobil spielbar |
| 2020 | 873 n. Chr.     | Assassin’s Creed Valhalla             | Skandinavien/England/Vinland/Irland/Paris                                                  | Zeitalter der Wikinger                                            | Weiterentwickeltes Siedlungsbausystem |
| 2023 | 861–871 n. Chr. | Assassin’s Creed Mirage               | Bagdad                                                                                     | 9. Jahrhundert                                                    | Prequel zu Assassin’s Creed Valhalla |
| 2025 | 1550–1582       | Assassin’s Creed Shadows              | Japan                                                                                      | Sengoku-Zeit/Azuchi-Momoyama-Zeit                                 | Der Samurai Yasuke (die erste spielbare historische Person der Reihe) oder Naoe, eine Shinobi-Assassinin, stehen vor den jeweiligen Quests als spielbare Hauptcharaktere zur Auswahl. |

## Plattformen
| Jahr | Titel                                 | Entwickler                       | Plattformen                                | Plattformen            | Plattformen                       | Plattformen                                 |                                             |
| ---- | ------------------------------------- | -------------------------------- | ------------------------------------------ | ---------------------- | --------------------------------- | ------------------------------------------- | ------------------------------------------- |
| Jahr | Titel                                 | Entwickler                       | Konsole                                    | PC                     | Handheld                          | Mobil                                       | Cloud                                       |
| 2007 | Assassin’s Creed                      | Ubisoft Montreal                 | PlayStation 3, Xbox 360                    | Windows                |                                   |                                             |                                             |
| 2008 | Assassin’s Creed: Altaïr’s Chronicles | Gameloft                         |                                            |                        | Nintendo DS                       | Android, iOS, webOS, Symbian, Windows Phone |                                             |
| 2009 | Assassin’s Creed: Bloodlines          | Griptonite Games                 |                                            |                        | PlayStation Portable              |                                             |                                             |
| 2009 | Assassin’s Creed II                   | Ubisoft Montreal                 | PS3, Xbox 360, PS4, Xbox One               | Windows, macOS         | Nintendo Switch                   |                                             | GeForce Now (nur die Deluxe Edition)        |
| 2009 | Assassin’s Creed II: Discovery        | Griptonite Games                 |                                            |                        | Nintendo DS                       | iOS                                         |                                             |
| 2010 | Assassin’s Creed: Brotherhood         | Ubisoft Montreal                 | PS3, Xbox 360, PS4, Xbox One               | Windows, OS X          | Nintendo Switch                   |                                             | GeForce Now                                 |
| 2011 | Assassin’s Creed: Revelations         | Ubisoft Montreal                 | PS3, Xbox 360, PS4, Xbox One               | Windows                | Nintendo Switch                   |                                             | GeForce Now                                 |
| 2012 | Assassin’s Creed III                  | Ubisoft Montreal                 | PS3, Xbox 360, PS4, Xbox One, Wii U        | Windows                | Nintendo Switch                   |                                             | GeForce Now, Google Stadia (Remastered)     |
| 2012 | Assassin’s Creed III: Liberation      | Ubisoft Sofia Ubisoft Milan      | PS3, Xbox 360, PS4, Xbox One               | Windows                | PlayStation Vita, Nintendo Switch |                                             |                                             |
| 2013 | Assassin’s Creed IV: Black Flag       | Ubisoft Montreal                 | PS3, Xbox 360, Wii U, PS4, Xbox One        | Windows                | Nintendo Switch                   |                                             | Google Stadia, GeForce Now                  |
| 2013 | Assassin’s Creed Pirates              | Ubisoft Mobile Games             |                                            | Windows (Browserspiel) |                                   | Android, iOS                                |                                             |
| 2013 | Assassin’s Creed Freedom Cry          | Ubisoft Quebec, Ubisoft Montreal | PS3, Xbox 360, PS4, Xbox One               | Windows                | Nintendo Switch                   |                                             | GeForce Now                                 |
| 2014 | Assassin’s Creed Rogue                | Ubisoft Sofia                    | PS3, Xbox 360, PS4, Xbox One               | Windows                | Nintendo Switch                   |                                             | Google Stadia, GeForce Now                  |
| 2014 | Assassin’s Creed Unity                | Ubisoft Montreal                 | PS4, Xbox One                              | Windows                |                                   |                                             | Amazon Luna, GeForce Now                    |
| 2015 | Assassin’s Creed Chronicles: China    | Climax Studios                   | PS4, Xbox One                              | Windows                | PS Vita                           |                                             | Amazon Luna                                 |
| 2015 | Assassin’s Creed Syndicate            | Ubisoft Quebec                   | PS4, Xbox One                              | Windows                |                                   |                                             | Amazon Luna, GeForce Now                    |
| 2016 | Assassin’s Creed Chronicles: India    | Climax Studios                   | PS4, Xbox One                              | Windows                | PS Vita                           |                                             | Amazon Luna                                 |
| 2016 | Assassin’s Creed Chronicles: Russia   | Climax Studios                   | PS4, Xbox One                              | Windows                | PS Vita                           |                                             | Amazon Luna                                 |
| 2017 | Assassin’s Creed Origins              | Ubisoft Montreal                 | PS4, Xbox One                              | Windows                |                                   |                                             | Amazon Luna, GeForce Now, Xbox Cloud Gaming |
| 2018 | Assassin’s Creed Odyssey              | Ubisoft Quebec                   | PS4, Xbox One                              | Windows                |                                   |                                             | Amazon Luna, GeForce Now, Xbox Cloud Gaming |
| 2018 | Assassin’s Creed Rebellion            | Behaviour Interactive            |                                            |                        |                                   | Android, iOS                                |                                             |
| 2020 | Assassin’s Creed Valhalla             | Ubisoft Montreal                 | PS4, Xbox One, PlayStation 5, Xbox Series  | Windows                |                                   |                                             | Amazon Luna, GeForce Now, Xbox Cloud Gaming |
| 2023 | Assassin’s Creed Mirage               | Ubisoft Bordeaux                 | PS 4, PlayStation 5, Xbox One, Xbox Series | Windows                |                                   |                                             | Amazon Luna                                 |
| 2025 | Assassin’s Creed Shadows              | Ubisoft Quebec                   | PlayStation 5, Xbox Series X\|S            | Windows, MacOS         |                                   |                                             | Amazon Luna, Epic Games, Ubisoft Connect    |

## Hauptreihe

### Assassin’s Creed (2007)
Assassin’s Creed erschien im November 2007 für die Konsolen PlayStation 3 und Xbox 360 und im April 2008 für Windows-PCs.
Die Handlung des Spiels ist im Jahr 2012 angesiedelt. Der Barkeeper Desmond Miles wird von Abstergo Industries entführt und einem Verfahren unterworfen, in dem er mittels des sogenannten Animus, einer Art Computer, die genetischen Erinnerungen eines Vorfahren durchleben soll. Davon erhofft sich Professor Warren Vidic, Leiter des Projekts, einen der Edensplitter zu finden, mit dessen Hilfe Abstergo die Gedanken jedes Lebewesens beeinflussen könnte. Desmond wird in die Erinnerungen seines Ahnen, des Assassinen Altaïr Ibn-La'Ahad, im Jahr 1191 zurückversetzt. Während des Dritten Kreuzzugs ist dieser im Heiligen Land aktiv, wo er eine Verschwörung des Templerordens verhindern muss. Altaïr gelingt es, in den Besitz des Edensplitters zu gelangen, woraufhin Desmond wieder zurück in die Gegenwart gelangt und den Animus verlässt.

### Assassin’s Creed II (2009)
Assassin’s Creed II erschien im November 2009 für die Konsolen PlayStation 3 und Xbox 360 und im März 2010 für Windows-PCs.
Die Handlung des Spiels knüpft direkt an die seines Vorgängers an. Desmond Miles flieht nach seiner Rückkehr in die Gegenwart aus dem Gebäude von Abstergo Industries in ein Assassinen-Versteck, wo er mittels des weiterentwickelten Animus 2.0 Lebensabschnitte des Assassinen Ezio Auditore da Firenze durchleben muss, der im späten 15. Jahrhundert zur Zeit der Renaissance in Florenz lebt. Kurz nach Beginn der Handlung werden Ezios Vater und seine Brüder gefangen genommen und gehängt. Ezio flieht anschließend zu seinem Onkel Mario in die Toskana, wo er zum Assassinen ausgebildet wird. Im weiteren Verlauf muss Ezio zahlreiche Attentate verüben und macht sich auf die Suche nach dem Schuldigen am Tod seines Vaters, die ihn bis in die Vatikanstadt führt. Dort gesteht ihm Papst Alexander VI., dass der Grund für den Tod seines Vaters der Edenapfel ist, mit welchem eine Geheimkammer geöffnet werden kann, die eine unglaubliche Macht enthalten soll. Ezio gelingt es, den Apfel an sich zu nehmen und in die Kammer zu gelangen, wo er von der römischen Göttin Minerva vor einer zukünftigen Katastrophe gewarnt wird. Daraufhin steigt Desmond aus dem Animus aus, da das Assassinen-Versteck von den Templern entdeckt wurde. Auf der Flucht stößt Desmond in der Lagerhalle des Gebäudes auf Warren Vidic und das Abstergo-Sicherheitspersonal, die er in einem Kampf besiegen kann. Vidic kann allerdings entkommen. Desmond flieht mit den Assassinen in ein neues Versteck.

### Assassin’s Creed: Brotherhood (2010)
Assassin’s Creed: Brotherhood erschien im November 2010 für die Konsolen PlayStation 3 und Xbox 360 und im März 2011 für Windows-PCs.
Die Handlung des Spiels knüpft direkt an die seines Vorgängers an. Nach seiner Flucht aus dem Assassinen-Versteck reisen Desmond und seine Mitstreiter zur Villa von Ezios Onkel Mario in der Toskana. Dort begibt sich Desmond zurück in Ezios Erinnerungen, um mehr über den Verbleib des Edensplitters zu erfahren. Die Erinnerungen starten in der toskanischen Villa, die von der päpstlichen Armee Cesare Borgias angegriffen wird. In der Schlacht wird Ezio schwer verwundet und sein Onkel getötet, zudem gelangt Borgia in den Besitz des Edensplitters. Ezio macht sich auf die Suche nach dem Splitter, die ihn ins von den Borgia beherrschte Rom führt. Dort verbündet er sich mit von Assassinen geführten Untergrundbewegungen, um den Einfluss der Borgia zu vermindern. Nach der Eliminierung zahlreicher Gefolgsleute von Cesare Borgia kann Ezio den Edensplitter schließlich im Vatikan finden. Die Handlung setzt sich ein paar Jahre später fort, als es Ezio gelingt, Cesare Borgia bei der Schlacht von Viana von der Stadtmauer zu stoßen. Daraufhin kehrt Ezio nach Rom zurück und versteckt den Edensplitter unter dem Kolosseum. Nach Durchlebung dieser Erinnerung reist Desmond nach Rom, wo er den Edensplitter im Kolosseum findet.

### Assassin’s Creed: Revelations (2011)
Assassin’s Creed: Revelations erschien im November 2011 für die Konsolen PlayStation 3 und Xbox 360 und für Windows-PCs.
Die Handlung des Spiels knüpft direkt an die seines Vorgängers an. Nach den Geschehnissen in der Kammer unter dem Kolosseum wird Desmonds Gehirn überlastet und er wird ins Koma versetzt. Es besteht die Gefahr, dass sich seine realen und genetischen Erinnerungen vermischen, was irreparable psychische Folgen hätte. Deshalb wird er zurück in den Animus gebracht und muss sämtliche Erinnerungen von Ezio und zum Teil Altaïr erleben, um einen sogenannten Synch-Knoten zu finden. Ab diesem Punkt kann der Animus Desmonds Verstand sowie Erinnerungen von Ezio und Altaïr separieren und ihn somit aus dem Koma erwachen lassen. Die Erinnerung setzt mit dem mittlerweile 52-jährigen Ezio ein, der in der ehemaligen Assassinen-Festung Masyaf von einem Templer-Hauptmann von fünf Schlüsseln erfährt, mit welchen man die Tür zur unterirdischen Bibliothek der Festung öffnen kann. Er nimmt dem sterbenden Templer einen im Konstantinopeler Topkapı-Palast gefundenen Schlüssel ab und begibt sich nach Konstantinopel, um die weiteren vier Schlüssel zu suchen. Im Laufe der Erinnerung gelingt es Ezio, die Schlüssel zu finden, allerdings werden sie ihm von Ahmed, dem osmanischen Kronprinzen und Anführer der Templer, abgenommen. Ezio folgt Ahmed zurück nach Masyaf, wo er ihn besiegen kann und Ahmed von Selim, seinem Bruder und wahrem Thronfolger, getötet wird. Anschließend gelingt es Ezio, die Tür zur geheimen Bibliothek zu öffnen, in der sich Altaïrs Skelett sowie der Edenapfel befinden. Die Erinnerung endet damit, dass Ezio seine Waffen vor dem Apfel ablegt und zu Desmond spricht, woraufhin dieser aus dem Koma erwacht.

### Assassin’s Creed III (2012)
Assassin’s Creed III erschien im Oktober 2012 für die Konsolen PlayStation 3 und Xbox 360 und im November 2012 für die Nintendo Wii U sowie Windows-PCs. Im März 2019 erschien Assassin’s Creed III für Windows-PCs, PlayStation 4 und Xbox One und im Mai 2019 für Nintendo Switch als Remastered-Version.
In der Gegenwart steht die Erde dem Untergang durch eine massive Sonneneruption nahe. Nur Desmond kann dies verhindern. Er muss im großen Tempel der Ersten Zivilisation nach einer Möglichkeit suchen, die Welt zu retten. Als er zusammen mit seinem Vater, Shaun und Rebecca den Tempel betritt, spricht Juno zu ihm. Sie erklärt ihm, dass er einen Schlüssel benötigt, um das Tor zu öffnen, hinter dem sich die Lösung befindet. Daraufhin bricht Desmond zusammen und wacht im Animus wieder auf, da der Tempel ihm etwas zeigen will. Er schlüpft in die Haut von Haytham Kenway, einem Templer, der von seinem Heimatland England nach Amerika auswandert, um eine Schatzkammer zu finden. Dort lernt er die Indianerin Kaniehtí:io kennen, die ihm im Gegenzug dafür, dass er sie befreit, den Tempel zeigt. Dieser ist jedoch verschlossen; zum Öffnen wird der Edenapfel benötigt. Auf ihrem gemeinsamen Weg verlieben sich die beiden ineinander und Kaniehtí:io bekommt von Haytham einen Sohn, den sie Ratonhnhaké:ton nennt und allein aufzieht. Von nun an befindet sich Desmond in der Haut von Ratonhnhaké:ton. Etwa im Alter von zehn Jahren brennt Charles Lee, der den Schlüssel zum Tempel besitzt, Ratonhnhaké:tons Dorf nieder. Seine Mutter stirbt in den Flammen, weshalb er sich als Erwachsener zum Assassinen ausbilden lassen will, um schließlich Charles Lee zu töten. Sein Trainer und Mentor wird Achilles Davenport, der ehemals Assassinen ausgebildet hat und sich jetzt im Ruhestand befindet. Zunächst gibt dieser Ratonhnhaké:ton den Namen „Connor“, da sich das Überleben für Indianer zu dieser Zeit als schwierig gestaltet. Dafür, dass Achilles ihn trainiert, soll Connor die Siedlung um das Haus auf dem Hügel, in dem er lebt, wieder aufbauen. Dazu gehört auch das Schiff, das in der Bucht ankert und welches Connor selbst befehligen darf. Connor beginnt die Städte Boston und New York zu befreien, um immer näher an sein Ziel, Charles Lee, zu kommen. Allerdings ist Haytham Kenway ein enger Vertrauter von Lee, weshalb Connor seinen Vater töten müsste, um an diesen heranzukommen. Stattdessen freunden sich die beiden an und erledigen einen gemeinsamen Feind der beiden. Ihre Wege trennen sich kurz darauf wieder, nachdem Connor herausfindet, dass Haytham ihm verheimlicht hat, dass sein Dorf angegriffen wird. Später tötet Connor Haytham, als er ein Fort angreift, in dem Lee sich befinden sollte. Letztendlich kann Connor ihn, nach einem Kampf auf einem brennenden Schiff, in einer Taverne töten. Connor nimmt ihm dabei den Schlüssel zum Tempel ab und vergräbt ihn im Grab des früh verstorbenen Sohnes von Achilles.
Zwischen den Erinnerungen reist Desmond selbst dreimal an verschiedene Orte auf der Erde, um weitere Edensplitter zu finden, die ebenfalls zur Öffnung des Tores beitragen. Am Ende der Handlung spricht Juno zu ihm und offenbart, dass er sich opfern müsse, um die Welt zu retten. Während dieser Konversation taucht Minerva auf und wirft Juno vor, dass sie nur Macht wolle und somit aus dem Tempel befreit werde, während Minerva selbst nur versuche, den Menschen zu helfen. Desmond entscheidet sich schließlich dazu, sein Leben zu opfern, um alle anderen zu retten.

### Assassin’s Creed IV: Black Flag (2013)
Assassin’s Creed IV: Black Flag erschien im Oktober 2013 für PlayStation 3 und Xbox 360. Im November 2013 erschien es für PlayStation 4, Xbox One, Wii U und für Windows-PCs, sowie 2018 für die Nintendo Switch. Schauplatz ist die Karibik während der Goldenen Ära der Piraten im frühen 18. Jahrhundert, die Hauptfigur ist der Pirat Edward Kenway, der Vater Haytham Kenways und Großvater Ratonhnhaké:tons/Connor Kenways aus Assassin’s Creed III.

### Assassin’s Creed Rogue (2014)
Assassin’s Creed Rogue erschien im November 2014 für die Konsolen PlayStation 3 und Xbox 360 und für Windows-PCs und ist das letzte Spiel der Reihe, welches noch für diese Konsolengeneration erschien. Am 20. März 2018 erschien Rogue für PlayStation 4 und Xbox One als Remastered Version.
Das Spiel stellt eine Verbindung zwischen Assassin’s Creed IV: Black Flag und Assassin’s Creed III her und bildet den Abschluss der Kenway-Saga. Hauptfigur ist der ehemalige Assassine und jetzige Templer Shay Patrick Cormack, erstmals in der Reihe erlebt man also das Geschehen aus der Sicht eines Templers. Das Geschehen setzt kurz nach dem Ende des vierten Teils an und wurde als „dunkelstes Kapitel der Assassin’s-Creed-Reihe“ beworben.

### Assassin’s Creed Unity (2014)
Assassin’s Creed Unity erschien im November 2014 für die Konsolen PlayStation 4 und Xbox One und für Windows-PCs. Es ist das erste Spiel der Reihe, welches ausschließlich für die damals neueste Konsolengeneration erschien. Schauplätze der Handlung, welche direkt an Assassin’s Creed Rogue anknüpft, sind Paris und Versailles zur Zeit der französischen Revolution gegen Ende des 18. Jahrhunderts, die Hauptfigur ist der Assassine Arno Victor Dorian. Im Gegensatz zu seinen Vorgängern spielt Unity ausschließlich an Land und bietet wieder ein eher klassisches, wenn auch erweitertes Spiel- und Missiondesign wie zuletzt in der Ezio-Trilogie.

### Assassin’s Creed Syndicate (2015)
Assassin’s Creed Syndicate erschien im Oktober 2015 für die Konsolen PlayStation 4 und Xbox One und im November 2015 für Windows-PCs. Die Handlung spielt diesmal im London des Viktorianischen Zeitalters während der industriellen Revolution im 19. Jahrhundert. Erstmals in der Reihe gibt es mit den Zwillingen Jacob und Evie Frye zwei parallel spielbare Hauptcharaktere, die über unterschiedliche Fähigkeiten verfügen, was wiederum unterschiedliche Herangehensweisen an die jeweiligen Missionen erfordert. Zudem gibt es erstmals in der Reihe keinen Mehrspielermodus mehr.

### Assassin’s Creed Origins (2017)
Assassin’s Creed Origins erschien im Oktober 2017 für die Konsolen PlayStation 4 und Xbox One und für Windows-PCs. Es verlegt die Handlung ins ptolemäische Ägypten und folgt dem Protagonisten Bayek, einem Medjai. Die Handlung soll die Ursprünge (engl.: Origins) des Krieges zwischen Assassinen und Templern beleuchten, gleichzeitig wurde das Spiel in puncto Gameplay und Spielmechaniken deutlich überarbeitet. Das Spiel ist also ein Soft-Reboot, da es zwar beim Ursprung der Gesamthandlung der Spielreihe neu ansetzt und diverse Neuerungen mit sich bringt, gleichzeitig aber den Kanon der bisherigen Geschichte beibehält.

### Assassin’s Creed Odyssey (2018)
Assassin’s Creed Odyssey erschien im Oktober 2018 für den Windows-PC und die Konsolen PlayStation 4 und Xbox One. Im November 2019 folgte die Veröffentlichung auf Google Stadia. Das Spiel handelt von einer alternativen Version des Peloponnesischen Krieges und spielt demnach im Antiken Griechenland. Erstmals in der Reihe kann der Spieler sich zwischen einer weiblichen und einer männlichen Hauptfigur entscheiden, die jeweils nicht gewählte Figur wird ebenfalls ein zentraler Bestandteil der Handlung. Die bisher für die Reihe typische versteckte Klinge gibt es nicht mehr, stattdessen erhält der Spieler einen Teil des Speeres des Leonidas. Auch wurde der Anteil an Rollenspielelementen erweitert, so sind Stärken und Schwächen der Figur von der Entwicklung abhängig. Das Spiel enthält Dialogoptionen, Verzweigungsquests und mehrere Enden. Es besteht zudem die Möglichkeit, romantische Beziehungen mit nicht-spielbaren Charakteren beiderlei Geschlechts zu entwickeln, unabhängig vom Geschlecht der gewählten Spielfigur.

### Assassin’s Creed Valhalla (2020)
Assassin’s Creed Valhalla ist der zwölfte Teil der Hauptserie. Das Spiel wurde am 29. April 2020 offiziell angekündigt und erschien am 10. November 2020 für Microsoft Windows, PlayStation 4, PlayStation 5, Xbox One und Xbox Series. Schauplatz des Spiels sind Nordvege (Norwegen), Englaland (England) und Vinland (Amerika) im 9. Jahrhundert. Protagonist ist ein Wikinger bzw. eine Schildmaid namens Eivor, das Geschlecht der Figur kann frei gewählt werden. Wie schon bei Assassin's Creed Odyssey besteht die Möglichkeit, romantische Beziehungen unabhängig vom Geschlecht einzugehen und die Handlung durch verschiedene Dialogoptionen und Verzweigungsquests zu verändern.
Die DLCs spielen in Irland und Paris.

### Assassin’s Creed Mirage (2023)
Assassin’s Creed Mirage wurde im Oktober 2022 für 2023 angekündigt, von Ubisoft Bordeaux entwickelt und von Ubisoft verlegt. Es ist der dreizehnte Teil der Hauptserie von Assassin’s Creed und der Nachfolger des 2020 erschienenen Assassin’s Creed Valhalla. Mirage wurde am 5. Oktober 2023 für PlayStation 4, PlayStation 5, Windows, Xbox One, Xbox Series X und Series S sowie Amazon Luna veröffentlicht. Wie andere Spiele der Reihe spielt das Spiel in einem spezifischen historischen Setting. Das Spiel ist im historischen Bagdad des 9. Jahrhunderts in der Blütezeit des Islam angesiedelt. Das Spiel folgt Basim Ibn Ishaq (eine Figur, die zum ersten Mal in Valhalla eingeführt wurde) und seiner Entwicklung vom Straßendieb zum vollwertigen Mitglied der Assassinen-Bruderschaft, die für Frieden und Freiheit gegen den Templerorden kämpft.

### Assassin’s Creed Shadows (2025)
Assassin’s Creed Shadows erschien am 20. März 2025 und wird von Ubisoft Quebec entwickelt und für PlayStation 5, Windows, Xbox Series X|S, MacOS sowie Amazon Luna veröffentlicht. Der vierzehnte Teil der Assassin’s-Creed-Hauptserie spielt im feudalen Japan und ist der Nachfolger des 2023 erschienenen  Assassin’s Creed Mirage. Durchlebe die miteinander verflochtenen Geschichten von Naoe, einer versierten Shinobi-Assassinin aus der Provinz Iga, und Yasuke, dem afrikanischen Träger aus historischen Erzählungen. Vor der Kulisse der turbulenten späten Sengoku-Periode entdeckt dieses bemerkenswerte Paar ihr gemeinsames Schicksal, während sie ein neues Zeitalter in Japan einläuten. Ähnlich wie schon im Teil Assassin’s Creed Syndicate kann man wieder zwischen zwei Hauptcharakteren wechseln und sich somit auf die verschiedenen Aufgaben der Quests einstellen und vorbereiten. Du entscheidest, ob du als Shinobi oder Samurai spielst. Meistere gegensätzliche Spielstile von zwei vollständig ausgearbeiteten Protagonisten und wähle für Quests frei zwischen den beiden Charakteren, denn beide verfügen über ihre eigenen Fortschritte, Werte, Fertigkeiten und Ausrüstungsstücke.

## Nebenreihe

### Assassin’s Creed Bloodlines (2009)
Assassin’s Creed Bloodlines ist ein 2009 erschienenes Spiel für die PlayStation Portable mit Altair als Protagonist.

### Assassin’s Creed II Discovery (2009)
Assassin’s Creed II: Discovery ist ein Action-Adventurespiel, das von Griptonite Games entwickelt und von Ubisoft veröffentlicht wurde. Es erschien erstmals im November 2009 für den Nintendo DS und im Januar 2010 für iOS.

### Assassin’s Creed III: Liberation (2012)
Assassin’s Creed III: Liberation ist ein 2012 erschienenes Spiel für die PlayStation Vita. Es ist das erste Assassin’s Creed mit einer weiblichen Protagonistin.

### Assassin’s Creed Nexus VR (2023)
Assassin’s Creed Nexus ist das erste VR-Spiel der Marke. Bei Nexus handelt es sich um kein herkömmliches Assassin's Creed-Spiel, sondern um einen VR-Titel, der uns mit der virtuellen Realität ein völlig neues Assassin's Creed-Erlebnis ermöglicht. Es erschien am 16. November 2023 bislang exklusiv nur für die folgenden Meta-Headsets: Meta Quest 2, Meta Quest 3 und Meta Quest Pro, da Nexus von Meta (ehemals Facebook) mitfinanziert wurde.
Die übergreifende Story dreht sich um eine Operation von Abstergo. Der Konzern will mit Hilfe des Animus an Fragmente einer mächtigen Technologie gelangen, mit der sie den Glauben der Menschen manipulieren können. Wir infiltrieren Abstergo und versuchen das zu verhindern.
Dazu schlüpfen wir in die Rolle von gleich drei bekannten Assassinen, wodurch sich auch das Setting verändert: Ezio (Assassin's Creed 2), Kassandra (AC Odyssey) und Connor (Assassin's Creed 3). Wir reisen also nach Italien zur Zeit der Renaissance, ins alte Griechenland und an die Ostküste der USA. Dort erleben wir mit allen dreien völlig neue Geschichten und treffen auf alte Freunde wie Leonardo DaVinci.
Nexus fühlt sich durch den Ganzkörper-Avatar mit Ego-Sicht und Bewegungssteuerung natürlicher an, als es andere Spiele der Marke bislang können. Um Pfeil und Bogen zu nutzen, müssen wir beispielsweise wie im echten Leben über die Schulter greifen, um den Bogen hervorzuholen. Wurfmesser befinden sich dagegen am Gürtel, weshalb wir in Hüfthöhe danach greifen müssen.
Neben dem Einsatz verschiedener Waffen (Schwert, Axt, Armbrust etc.) klettern wir natürlich auch durch die Spielwelt. Da es sich um drei Assassinen mit drei Location handelt, erwarten uns verschiedene kleinere, aber offene 360 Grad-Welten. Wir können auf Dächer klettern und von dort aus auch mit einem beherzten Sprung ein Attentat ausführen. Auch der Leap of Faith, der berühmte Sprung in den Heuhaufen, ist möglich.

### Assassin’s Creed: Codename Hexe
Codename Hexe wurde im September 2022 angekündigt und soll etwa 2027 erscheinen. Es soll durch Ubisoft Montreal entwickelt und als Teil der Plattform Infinity veröffentlicht werden. Es wird voraussichtlich zur Hochzeit der Hexenverfolgung um 1600 (Frühe Neuzeit) im Heiligen Römischen Reich spielen. Marc-Alexis Côté, Leiter des AC-Franchises bei Ubisoft Quebec, spricht davon, dass Codename Hexe eine „ganze andere Art von Assassin's Creed“ sein wird.

## Protagonisten
Im Folgenden sind alle Protagonisten der Spiele der Hauptreihe aufgelistet.
| Spiel                           | Protagonisten                | Protagonisten                      | Zugehörigkeit              | Zugehörigkeit |
| Spiel                           | Vergangenheit                | Gegenwart                          | Vergangenheit              | Gegenwart     |
| ------------------------------- | ---------------------------- | ---------------------------------- | -------------------------- | ------------- |
| Assassin’s Creed                | Altaïr Ibn-La'Ahad           | Desmond Miles                      | Assassinen                 | Assassinen    |
| Assassin’s Creed II             | Ezio Auditore da Firenze     | Desmond Miles                      | Assassinen                 | Assassinen    |
| Assassin’s Creed: Brotherhood   | Ezio Auditore da Firenze     | Desmond Miles                      | Assassinen                 | Assassinen    |
| Assassin’s Creed: Revelations   | Ezio Auditore da Firenze     | Desmond Miles                      | Assassinen                 | Assassinen    |
| Assassin’s Creed III            | Haytham Kenway               | Desmond Miles                      | Templer                    | Assassinen    |
| Assassin’s Creed III            | Ratonhnhaké:ton alias Connor | Desmond Miles                      | Assassinen                 | Assassinen    |
| Assassin’s Creed IV: Black Flag | Edward James Kenway          | Abstergo-Entertainment-Mitarbeiter | Assassinen                 | keine         |
| Assassin’s Creed Rogue          | Shay Patrick Cormac          | Abstergo-Entertainment-Mitarbeiter | Assassinen, später Templer | keine         |
| Assassin’s Creed Unity          | Arno Victor Dorian           | Der Spieler selbst als „Novize“    | Assassinen                 | Assassinen    |
| Assassin’s Creed Syndicate      | Jacob und Evie Frye          | Der Spieler selbst als „Novize“    | Assassinen                 | Assassinen    |
| Assassin’s Creed Origins        | Bayek und Aya                | Layla Hassan                       | Medjai, später Verborgene  | keine         |
| Assassin’s Creed Odyssey        | Alexios/Kassandra            | Layla Hassan                       | Söldner                    | Assassinen    |
| Assassin’s Creed Valhalla       | Eivor Wolfsmal               | Layla Hassan                       | Wikinger                   | Assassinen    |
| Assassin’s Creed Mirage         | Basim Ibn Ishaq              | entfällt                           | Assassinen                 | entfällt      |
| Assassin’s Creed Shadows        | Yasuke                       | entfällt                           | Samurai                    | entfällt      |
| Assassin’s Creed Shadows        | Naoe                         | entfällt                           | Shinobi-Assassinin         | entfällt      |

## Filme

### Kurzfilme
Für Assassin’s Creed II wurden in Zusammenarbeit mit Sony Pictures drei Kurzfilme mit dem Titel Assassin’s Creed: Lineage gedreht, die inhaltlich die Vorgeschichte zu Assassin’s Creed II aufgreifen. Hauptperson dieser Filme ist Giovanni Auditore da Firenze, der Vater von Ezio Auditore.
Zusätzlich erschien 2010 mit Assassin’s Creed: Ascendance ein animierter Kurzfilm, der die Geschichte zwischen Teil 2 und Brotherhood näher beleuchten soll.
2011 wurde für Revelations ein weiterer animierter Kurzfilm produziert. Er trägt den Titel Assassin’s Creed: Embers und behandelt die letzten Lebensjahre von Ezio Auditore.

### Realverfilmung
Ubisoft plante mehrere Jahre eine Realverfilmung der Reihe, die Verhandlungen mit diversen Filmstudios scheiterten aber.
2011 gründete Ubisoft sein eigenes Filmstudio Ubisoft Motion Pictures. Mit diesem versuchte der Publisher das Spiel vorerst allein als Film zu adaptieren, um sich möglichst große kreative Freiheiten vorzubehalten. Die Hauptrolle übernahm Michael Fassbender. Für die Regie war Justin Kurzel verantwortlich. Am 27. Dezember 2016 kam der erste Kinofilm namens Assassin’s Creed in die Kinos, Fortsetzungsfilme werden erwogen.

## Serie
Die Serie wurde nach mehrmaligen Ankündigungen mehrmals verschoben und befindet sich immer noch in einem frühen Stadium der Entwicklung. Weder ein Erscheinungsdatum noch die Besetzung wurden bisher bekannt gegeben, der Serienstart soll jedoch lt. aktuellsten Informationen 2026 erfolgen. Das Projekt befindet sich bei Netflix in der Entwicklung und soll die Spiele als genreübergreifendes Serien-Epos umsetzen.

## Weitere Medien

### Romane

#### Romanumsetzungen
Zu jedem Spiel der Hauptreihe, mit Ausnahme von Assassin’s Creed Rogue, erschien ein Roman, der die Handlung nacherzählt (oft auch zusätzlich erweitert) oder sich mit einem (Neben-)Charakter des jeweiligen Teils näher befasst. Die Handlungen in der Gegenwart werden hierbei ausgelassen. Die ersten neun Bücher wurden von Oliver Bowden geschrieben. Die deutschsprachigen Ausgaben erschienen im Panini Verlag.
- Assassin’s Creed: Renaissance (2010)
- Assassin’s Creed: Die Bruderschaft (2011)
- Assassin’s Creed: Der geheime Kreuzzug (2012)
- Assassin’s Creed: Revelations - Die Offenbarung (2012)
- Assassin’s Creed: Forsaken – Verlassen (2013)
- Assassin’s Creed: Black Flag (2013)
- Assassin’s Creed: Unity (2014)
- Assassin’s Creed: Underworld (2015)
- Assassin’s Creed: Origins – Der Eid (2017)[19]
- Assassin’s Creed: Odyssey (2018) von Gordon Doherty

Zum Kinofilm Assassin’s Creed erschien 2017 ebenfalls beim Panini Verlag die gleichnamige Romanumsetzung, geschrieben von Christie Golden.

#### Jugendbuch-Trilogie
Seit 2016 erscheint eine eigenständige und für eine jüngere Zielgruppe ausgerichtete Jugendbuch-Trilogie. Diese Buchreihe ist im selben Spieluniversum angesiedelt und enthält daher Querverweise zu den Spielen, Büchern, Comics und Filmen. Die Handlung ist chronologisch nach Assassin’s Creed Syndicate angesetzt. Die deutschsprachigen Ausgaben der von Matthew J. Kirby geschriebenen Bücher erschienen im S. Fischer Verlag.
1. Last Descendants – Aufstand in New York (2016)
2. Last Descendants – Das Grab des Khan (2017)
3. Last Descendants – Das Schicksal der Götter (2018)[20]

#### Eigenständiger Roman
2016 erschien mit Assassin’s Creed: Heresy – Ketzerei ein eigenständiger Roman von Christie Golden. Die deutschsprachige Ausgabe erschienen im Panini Verlag. Der Roman ist im selben Spieluniversum angesiedelt und enthält daher Querverweise zu den Spielen, Büchern, Comics und Filmen. Die Handlung ist chronologisch zwischen Assassin’s Creed Syndicate und dem Spielfilm von 2016 angesetzt.

### Comics

#### Ubi-Workshop Comics
Die deutschsprachigen Ausgaben erschienen im Panini Verlag. Die ersten beiden Bände wurden von Karl Kerschl und Cameron Stewart geschaffen. Beim dritten Band arbeitete zusätzlich Brenden Fletcher mit. Die Comics sind im selben Spieluniversum angesiedelt. Wo die Handlung der Gegenwart der ersten beiden Bände noch chronologisch vor Assassin’s Creed angesetzt ist, ist Band 3 zwischen Assassin’s Creed IV: Black Flag und Assassin’s Creed Rogue anzusiedeln.
- Assassin’s Creed, Bd. 1: Der Untergang (2011)
- Assassin’s Creed, Bd. 2: The Chain (2012)
- Assassin’s Creed, Bd. 3: Brahman (2014)

#### Titan Comics
Beim Splitter Verlag erscheinen deutschsprachige Ausgaben der englischen Titan Comics Comicreihen. Neben der regulären Edition, erscheint zu jedem Band jeweils eine limitierte Edition mit alternativem Cover und zusätzlichem Material aus dem Entstehungsprozess. Sie sind alle Teil desselben Spieluniversums und gegebenenfalls wichtig im Kontext der laufenden Handlung. Autoren und Künstler, die an den Comics gearbeitet haben: Anthony Del Col, Conor McCreery, Neil Edwards, Fred Van Lente, Dennis Calero, Dan Watters, Alex Paknadel, José Holder, Ian Edginton, Caspar Wijngaard, Valeria Favoccia Liu Yan.
Assassin’s Creed: Chronologisch ab Assassin’s Creed Syndicate
- Assassin’s Creed Bd. 1: Feuerprobe (2016)
- Assassin’s Creed Bd. 2: Sonnenuntergang (2017)
- Assassin’s Creed Bd. 3: Heimkehr (2018)[21]

Templars: Band 1 chronologisch nach Assassin’s Creed IV: Black Flag. Band 2 chronologisch nach Assassin’s Creed Syndicate.
- Assassin’s Creed – Templars Bd 1: Black Cross (2017)
- Assassin’s Creed – Templars Bd 2: Cross of War (2017)

Uprising: Chronologisch nach den beiden oben genannten Reihen und dem Kinofilm.
- Assassin’s Creed: Uprising (2018)[22]

Reflections: Chronologisch nach dem Kinofilm
- Assassin’s Creed: Reflections Collection **

Last Descendants: Chronologisch zwischen Band eins und zwei der gleichnamigen Jugendbuch-Trilogie
- Last Descendants – Locus **

2017 erscheint zum Spiel Assassin’s Creed Origins eine Fortsetzung als Comic, der sich mit den ersten Jahren der Bruderschaft befasst. **
* Noch ohne deutschen Titel **Bisher bei keinem deutschen Verlag

#### Les Deux Royaumes Comics
Ebenfalls beim Splitter Verlag erscheinen die deutschsprachigen Ausgaben der französischen Comicreihe des Verlags Les Deux Royaumes. Zyklus eins wurde von Eric Corbeyran geschrieben und von Djillali Defali gezeichnet. Dieser Zyklus wird nicht als Teil desselben Spieluniversums betrachtet. Der zweite Zyklus jedoch, geschrieben von Guillaume Dorison und gezeichnet von Jean-Baptiste Hostache, wird bisher als Teil betrachtet.
Zyklus 1
- Assassin’s Creed: Band 1. Desmond (2011)
- Assassin’s Creed: Band 2. Aquilus (2011)
- Assassin’s Creed: Band 3. Accipiter (2011)
- Assassin’s Creed: Band 4. Hawk (2012)
- Assassin’s Creed: Band 5. El Cakr (2013)
- Assassin’s Creed: Band 6. Leila (2015)

Zyklus 2
- Assassin’s Creed Conspirations: Band 1. Die Glocke (2017)

#### Manga
Von Takashi Yano und Kenji Ōiwa stammt der Manga Assassin’s Creed IV: Black Flag: Kakusei, der in Deutschland bei Tokyopop als Assassin’s Creed: Awakening veröffentlicht wurde. Der Manga wird, was die Gegenwart betrifft, nicht als Teil desselben Spieluniversums betrachtet. Die Handlung in der Vergangenheit weicht stark von der des Spiels Assassin’s Creed IV: Black Flag ab.

### Lösungsbücher
Lösungsbücher sind, teilweise bebilderte, Schritt für Schritt Anleitungen um möglichst gute und schnelle Wege durch ein Spiel zu finden. Je nach Herausgeber / Verlag zeigen diese Bücher wie der Spieler möglichst erfolgreich seine Kampfart, seine Fähigkeiten und Waffen im Spiel einsetzen kann. Es können versteckte Orte, Trophäen, Belohnungen und Sammelgegenstände ebenso wie Lösungen zu eventuellen Rätseln oder Puzzles gezeigt werden. Oft liegen den Büchern zusätzliche Pläne, Poster oder andere „Add Ons“ zu dem jeweiligen Spiel bei.
Ab der Hauptreihe Assassin’s Creed Syndicate ist das Buch Bestandteil der sogenannten limitierten „Collector’s Edition“ der jeweiligen Hauptreihe und wird mit dem Spiel und einigen anderen zusätzlichen Features wie Spielfiguren etc. verkauft, was ab Assassin’s Creed Mirage wieder eingestellt wurde.
- Assassins Creed - Offizielles Lösungsbuch – 21. November 2007; Koch Media GmbH;
- Assassin’s Creed II - Offizielles Lösungsbuch - 19. November 2009; Piggyback.com; ISBN 978-1-906064-52-5
- Assassin’s Creed II - Brotherhood - Offizielles Lösungsbuch - 18. November 2010; Piggyback.com; ISBN 978-1-906064-77-8
- Assassin’s Creed II - Revelations - Offizielles Lösungsbuch - 15. November 2011; Piggyback.com; ISBN 978-1-908172-08-2
- Assassin’s Creed III - Offizielles Lösungsbuch - 31. Oktober 2012; Piggyback.com; ISBN 978-1-908172-23-5
- Assassin’s Creed IV - Black Flack - Offizielles Lösungsbuch - 29. Oktober 2013; Piggyback.com; ISBN 978-1-908172-40-2
- Assassin’s Creed Unity - Offizielles Lösungsbuch - 13. November 2014; Piggyback.com; ISBN 978-1-908172-69-3
- Assassin’s Creed Syndicate - Offizielles Lösungsbuch (Collector´s Edition) - 3. November 2015; Primagames.com; ISBN 978-88-6631-218-5
- Assassin’s Creed Origins - Offizielles Lösungsbuch (Collector´s Edition) - 2017; Primagames.com; ISBN 978-88-6631-276-5
- Assassin’s Creed Odyssey - Offizielles Lösungsbuch (Collector´s Edition) - 5. Oktober 2018; Bandai Namco Entertainment Germany; ISBN 978-88-6631-310-6
- Assassin’s Creed Mirage - Komplettlösung[23] - 11. Oktober 2023; Independently published; ISBN 979-8-86403731-7
- Assassin’s Creed Shadows - Offizielles Lösungsbuch (Collector´s und Standard Edition) 20. März 2025; ISBN 978-1-913330-23-1[24] (CE - Hardcover); ISBN 978-1-913330-24-8[25] (ST - Softcover)

### Brett- und Kartenspiele
2021 wurde unter dem Namen Assassin’s Creed: Brotherhood of Venice ein kooperatives Brettspiel veröffentlicht, das seit 2022 auch als deutschsprachige Version verfügbar ist. Es basiert auf dem 2017 erschienenen Spiel V-Sabotage und wurde an Assassin’s Creed mit Erinnerungen im Venedig des Jahres 1509 angepasst.
2024 erschien zudem eine Edition zur Spielserie Assassin’s Creed für das Sammelkartenspiel Magic: The Gathering, wobei verschiedene Charaktere, Gegenstände und andere Inhalte aus den Computerspielen als Karten aufgenommen wurden. Die Serie wurde in die Reihe Magic: The Gathering – Universes Beyond aufgenommen.

### Andere Veröffentlichungen
Im Dezember 2012 erschien die Assassin’s Creed Enzyklopädie 2.0. Beinhaltet neben einer Menge Artworks, viele Informationen über die Fraktionen, Handlungen, Charaktere und Schauplätze des Spieluniversums.
Im Mai 2014 erschien von Christie Golden das Buch Assassin’s Creed IV: Black Flag: Blackbeard – Das verschollene Logbuch. Von derselben Autorin erschien im November 2014 das Buch Assassin’s Creed: Unity: Abstergo Entertainment – Mitarbeiter-Handbuch (Fallakte 44412: Arno Dorian). Beide Bücher sind keine Romane, erzählen jedoch jeweils eine eigene Geschichte.
Im November 2015 erschien von Matt Miller das Sachbuch Assassin’s Creed: Die Bildgewalt eines Epos im Panini-Verlag.
Am 19. November 2018 erschien mit Assassin’s Creed: Das ultimative Kompendium, ein Buch ähnlich der Enzyklopädie von 2012 mit aktuellerem Stand.
Am 10. Juni 2024 ist The Making of Assassin’s Creed: 15th Anniversary in deutscher Sprache erschienen. Anlässlich des fünfzehnjährigen Bestehens von Assassin’s Creed bietet dieses Buch einen ausführlichen Blick auf die Konzeption und das Artwork der Spielreihe.

## Rezeption
| Titel                           | Metacritic | OpenCritic |
| ------------------------------- | ---------- | ---------- |
| Assassin’s Creed                | 81/100     |            |
| Assassin’s Creed II             | 90/100     |            |
| Assassin’s Creed III            | 84/100     |            |
| Assassin’s Creed IV: Black Flag |            | 85/100     |
| Assassin’s Creed Rogue          |            | 70/100     |
| Assassin’s Creed Unity          |            | 71/100     |
| Assassin’s Creed Syndicate      |            | 77/100     |
| Assassin’s Creed Origins        |            | 85/100     |
| Assassin’s Creed Odyssey        |            | 84/100     |
| Assassin’s Creed Valhalla       |            | 83/100     |
| Assassin’s Creed Mirage         |            | 76/100     |
| Assassin’s Creed Shadows        |            | 81/100     |

Der erste Teil der Serie sei spielerisch nicht rund, aber schon der verbesserte zweite Teil sei vermutlich der beste Teil der gesamten Serie. Nachdem Ende des dritten Teils war die Handlung eigentlich abgeschlossen, jedoch brachte der kommerzielle Erfolg weitere Teile mit sich, die belanglose Nebenstränge boten oder gar dem Kanon entgegenliefen. Auch spielerisch entfernte man sich von dem Meuchelmörder Spielprinzip hin zu Rollenspielmechaniken. Neue Teile entstanden innerhalb kürzester Zeit und waren daher bei Kritikern als Fließbandware verschrien. Assassin’s Creed zählt zu den wichtigsten Marken von Ubisoft. Um die Zielgruppe zu erweitern, wurden Spiele verschiedener Genre unter dem Label kreiert und auch Mobile-Game-Ableger veröffentlicht.

Nachempfundene historische Orte aus vielen verschiedenen Zeiten können entdeckt werden. Die Stimmung beim Spiel wird unter anderem als mystisch beschrieben.
„Menschen haben schon immer versucht, die Vergangenheit ihrer Vorfahren zu rekonstruieren und darzustellen. Der technische Fortschritt entwickelt dafür immer feinere Werkzeuge und ermöglicht schon heute die fast perfekte Illusion, die Vergangenheit hautnah zu erleben.“ Madaus Andre 2019: Uni 4.0: Games im Hörsaal

## Verborgene Klinge
Die Verborgene Klinge (englisch Hidden Blade), auch Versteckte Klinge oder Assassinenklinge ist eine Waffe, die von dem Gaming-Unternehmen Ubisoft für ihre Videospielreihe Assassin’s Creed erfunden wurde. Mittlerweile gibt es Nachbildungen zu kaufen. Die Besonderheit der Assassinenklingen liegt darin, dass eine ein- und ausfahrbare Klinge am Unterarm fixiert wird, und neue Tötungstechniken ermöglicht. Die Assassinenklinge hat den Sprung von der Fiktion zur Wirklichkeit geschafft.

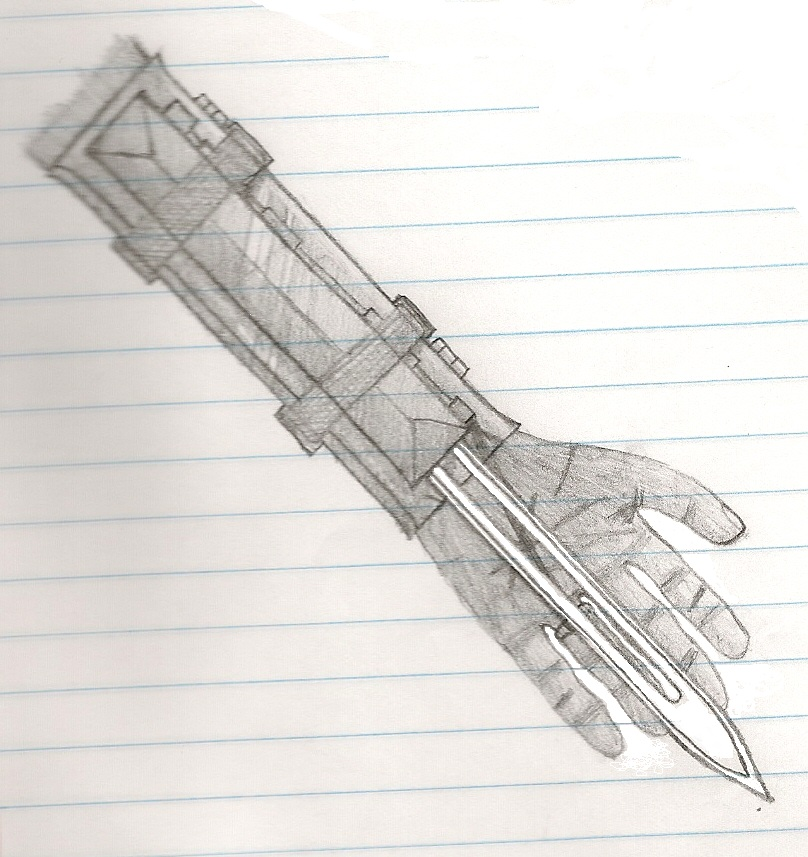
Verborgene Klinge

Die Klinge wird durch Knopfdruck oder einen Fingerring mit Seilverbindung zum Mechanismus am Unterarm zum Auslösen gebracht, und schnellt nach vorne, wo sie bis zum Lösen des Mechanismus fixiert bleibt. Neben Ausführungen mit spitzer Klinge existieren im fiktiven AC-Universum einige modifizierte Versionen bspw. die Hakenklinge (zum Klettern), eine Armbrustmodifikation oder eine verdrehbare Klinge zum optimierten Nahkampf. Mittlerweile ist es einigen Privatpersonen gelungen nahezu jedes Modell funktionstüchtig in die Wirklichkeit zu bringen.